# Биокосмизм
Биокосмизм — направление в советской философии и литературе начала 20-х годов XX века, основными принципами и целями которого были максимальная свобода личности и её творчества вплоть до свободы передвижения в космосе, распространения влияния деятельности человека на всю Вселенную, достижения физического бессмертия, способности создавать и пересоздавать Вселенную, управлять временем, воскрешать умерших людей и т. д. Было связано с анархизмом.
Основателями биокосмизма были Александр Агиенко (выступал под псевдонимом Святогор) и Александр Ярославский. Началом этого течения считается создание двух литературных групп молодых художников и поэтов в Москве в декабре 1920 года в рамках Всероссийской секции анархо-универсалистов Абы Гордина. В 1921 году Святогор и П. Иваницкий в статье «Биокосмизм» писали: «Вся предшествующая история от первых проявлений органической жизни на земле до солидных потрясений последних лет — это одна эпоха. Это эпоха смерти и мелких дел. Мы же начинаем великую эру бессмертия и бесконечности».
29 декабря 1921 г. А. Святогор и его сторонники подписали манифест, объявлявший миссию анархо-универсализма исчерпанной и распускавший все несогласные местные организации анархо-универсалистов. Они рассчитывали, что анархо-универсалисты признают биокосмизм. Последователи Святогора организовали свой клуб «Креаторий биокосмистов», а после и отдельную организацию — Креаторий российских и московских анархистов-биокосмистов. Хоть биокосмисты и продолжали считать себя анархистами, Святогор указывал на необходимость согласия с Советской властью, указывая, что власть сама исчезнет по мере победы революции.
С 1922 года биокосмисты начали издавать журналы «Биокосмист» (Москва, редактор А. Агиенко) и «Бессмертие» (Петроград, редактор А. Ярославский), в которых печатались материалы по биокосмизму, поэтические подборки, научно-фантастические произведения. Самым известным собранием сочинений биокосмистов стал сборник «Биокосмисты. Десять штук».
К биокосмистам принадлежали поэты Э. Грозин, Н. Дегтярев, В. Анист, И. Линкст, О. Лор, О. Чекин, Б. Гейго-Уран, К. Якобсон, художники В. Зикеев, П. Лидин. Биокосмические кружки существовали также в Иркутске, Омске, Киеве, Пскове. Только в 1922 году в Петрограде биокосмисты провели 45 поэтических вечеров и диспутов. Константин Циолковский также называл себя биокосмистом.
В 1922 г. начался распад Креатория: Петроградская группа биокосмистов во главе с А. Ярославским откололась от организации. Она устраивала вечера и лекции по регенерации, евгенике, омолаживанию, анабиозу. В ноябре 1922 года журнал Ярославского «Бессмертие» был закрыт Малым Президиумом Петроградского губернского исполкома по обвинению в порнографии.
Святогор организовал в ноябре 1922 году совместно с епископом Иоанникием (Смирновым) «Свободную Трудовую Церковь». Она провозглашала, что Христос Своим воскрешением провозгласил бессмертие и жизнь во вселенной. Но в 1923 году Святогор порвал и с этой церковью, став даже членом Центрального совета Союза воинствующих безбожников СССР.

## Основные идеи
Главной идеей биокосмизма является иммортализм, то есть преодоление локализма во времени-смерти и интерпланетизм, то есть преодоление локализма в пространстве, которое преодолевается тем, что все являются гражданами космоса и получают свободу передвижения по нему.
Святогор предлагал взвулканивать поверхность земли, а затем и поверхности других планет, чтобы превратить их в солнца с помощью творчества, а также создал вулкан-язык, который должен стать языком космической коммуникации и преодолеть язык: «Но мы уже творим ряды, как прорыв в космос, прорыв в бессмертие: ряды, как прорывы языка, как выход из языка.»-, так он описывал поэзию биокосмизма.
Также важной идеей является бестиализм, способность оборачиваться зверями, растениями или не живыми вещами: «Поэтому оборотство и бестиализм. Мы говорим, что человечество — это не собственник, но способность оборачиваться — вставать на четвереньки, лаять и кукарекать. И тем поднимать к восстанию саму материю, само вещество.». Также приведем пример стиха: «В июне иволгою вещею / Я ранним утром обернусь; / А в полдень тучею зловещею / Над плоской пажитью пройдусь. / А в вечер выйду в рощу вербную, / Сорокой в ней застрекочу; / Повисну в ночь луной ущербною, / Молитве грустной научу.».